# Gębice (Mogilno)
Gębice (deutsch Gembitz, 1815–1875 Gembice, seit 18. Mai 1943 Gembitz (Kr. Mogilno)) ist ein Ort in der Gemeinde Mogilno im Powiat Mogileński (Mogilnoer Kreis) der polnischen Woiwodschaft Kujawien-Pommern.

## Geographische Lage
Die Ortschaft liegt in der historischen Region Posen, etwa 50 Kilometer südlich der Stadt Bydgoszcz (Bromberg) und 24 Kilometer südsüdwestlich der Stadt Inowrocław  (Hohensalza) in einer sumpfigen Niederung am Oberlauf der Netze.

## Geschichte

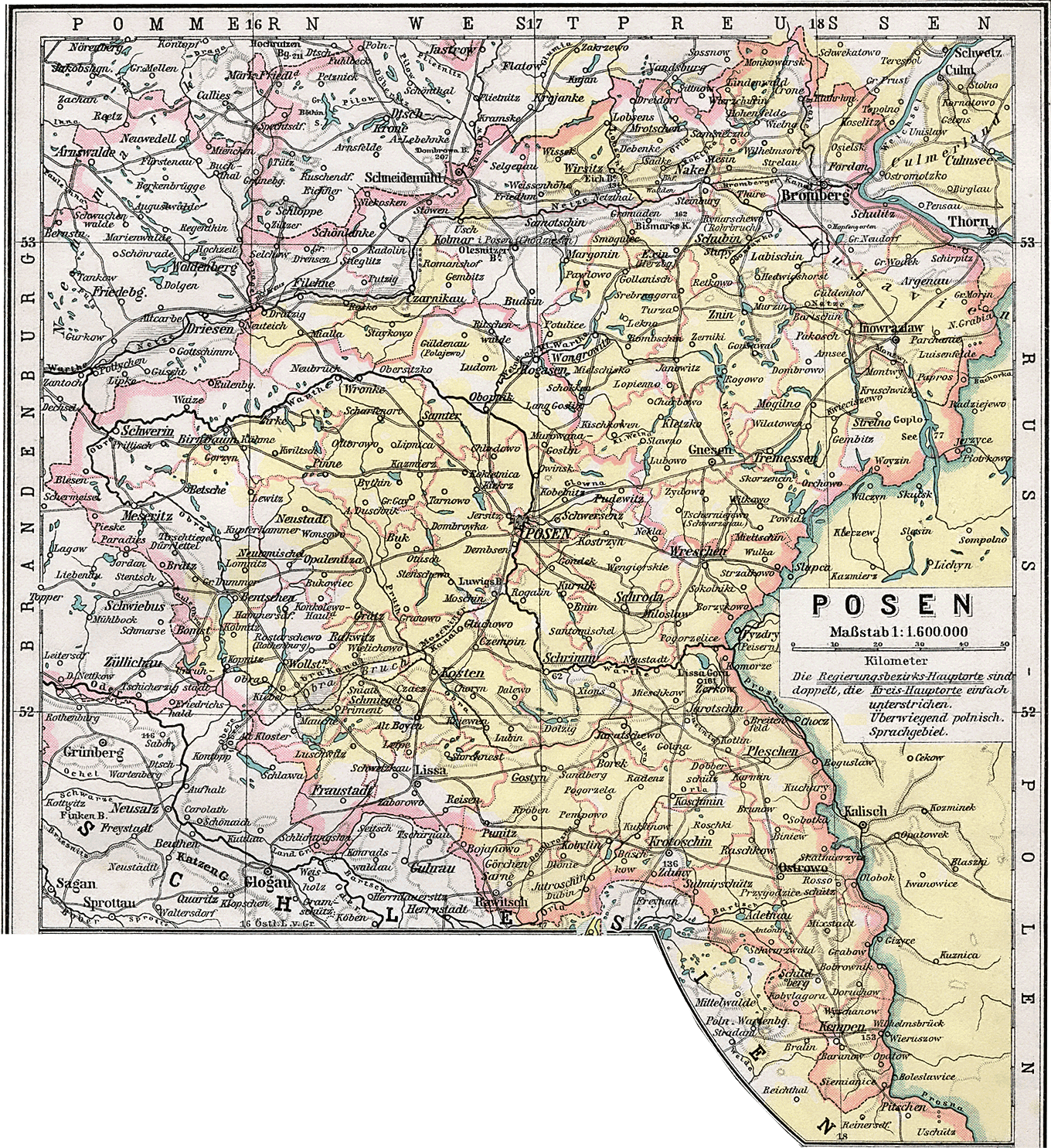
Gembitz, südlich der Stadt Bromberg und südsüdwestlich der Stadt Inowrazlaw (Hohensalza), auf einer Landkarte der Provinz Posen von 1905 (gelb markierte Flächen kennzeichnen Gebiete mit seinerzeit mehrheitlich polnischsprachiger Bevölkerung)

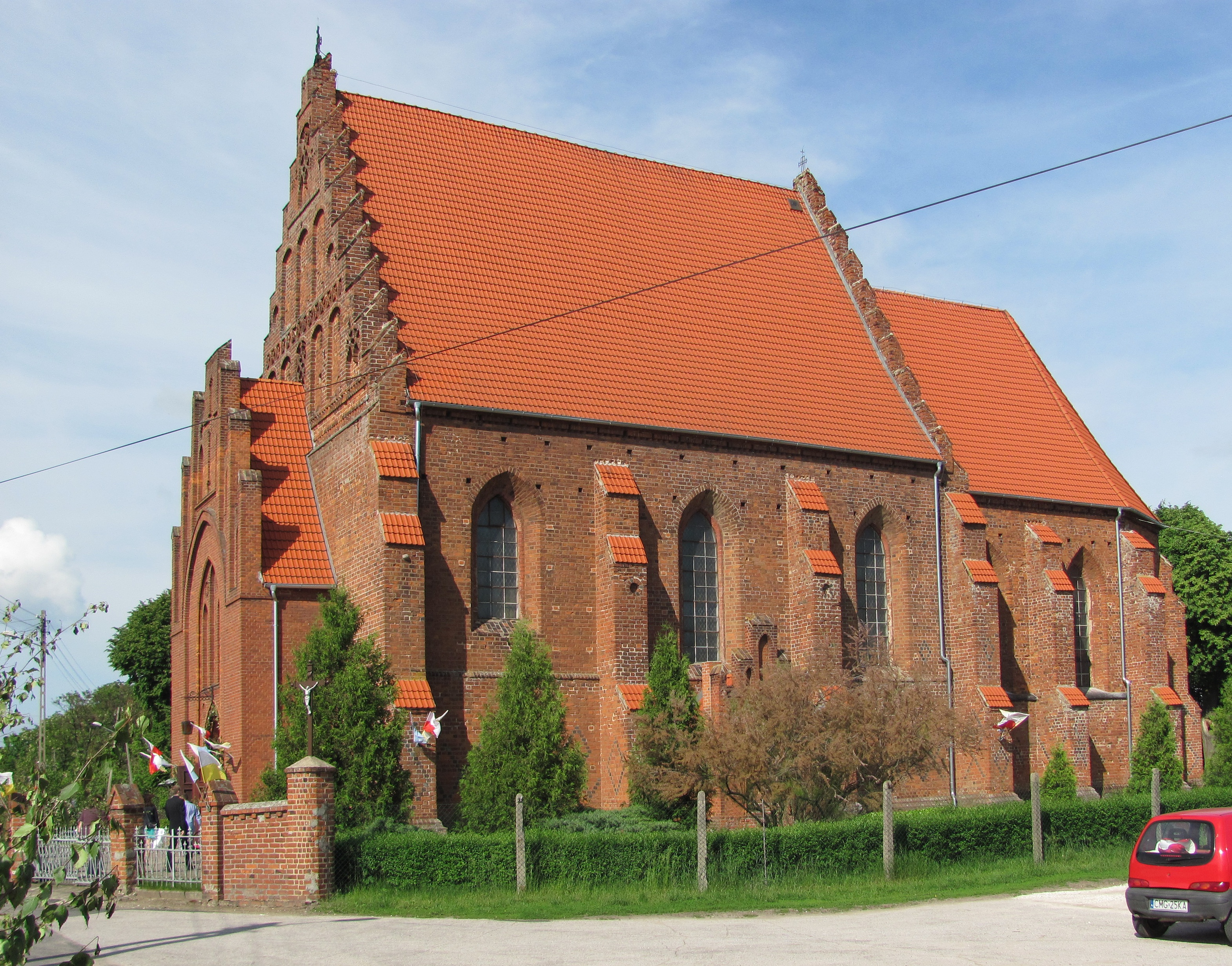
Kirche in Gembitz

Die Ortschaft wird erstmals 1365 als Wambicze urkundlich erwähnt, war zum damaligen Zeitpunkt jedoch noch ein Dorf. Mit der betreffenden Urkunde überließ König Kasimar der Große dem ehemaligen Schulzen von Wambicze, Jakob, eine bei dem Dorf gelegene Wüstung zu dem Zweck, dort eine Siedlung nach deutschem Recht zu gründen. Die Ortschaft entwickelte sich zu einer Kleinstadt; 1458 hatte sie dem Heer zehn Krieger zu stellen. Sie gehörte zu einer Grundherrschaft; deren Besitzer wohnte im Vorwerk auf einer Anhöhe neben der Stadt. Die Stadt hatte unter Feuersbrünsten zu leiden, wodurch die Einwohnerzahl beträchtlich sank.
1772 kam Gembitz mit dem Netzedistrikt zu Preußen. Zum Zeitpunkt der Inbesitznahme war die Ortschaft hauptsächlich von Polen bewohnt; später siedelten sich einige evangelische deutsche Kolonisten an. Im letzten Quartal des 18. Jahrhunderts gab es in dem Ort eine katholische Kirche und eine evangelische Schule. Um 1836 gab es in Gembitz zwei katholische Kirchen und eine Synagoge. Die Stadt gehörte bis 1920 zum Kreis Mogilno in der Provinz Posen des Deutschen Reichs, musste dann jedoch aufgrund der Bestimmungen des Versailler Vertrags an die Zweite Polnische Republik abgetreten werden. 1934 verlor sie das Stadtrecht.
1939 wurde Gembitz von der deutschen Wehrmacht besetzt und anschließend völkerrechtswidrig den Reichsgau Wartheland eingegliedert, zu dem es bis 1945 gehörte. Gegen Ende des Zweiten Weltkriegs wurde die Ortschaft von der Roten Armee besetzt und wieder polnisch.

### Demografie
| Jahr | Einwohner | Anmerkungen |
| ---- | --------- | --- |
| 1780 | 0286      | [ 3 ] |
| 1783 | 0315      | [ 3 ] |
| 1788 | 0388      | in 68 Häusern |
| 1802 | 0553      | [ 5 ] |
| 1816 | 0463      | davon 81 Evangelische, 319 Katholiken und 63 Juden; nach anderen Angaben 483 Einwohner, darunter 305 Katholiken, 81 Evangelische und 52 Juden                   |
| 1821 | 0641      | in 76 Häusern |
| 1826 | 0700      | in 78 Häusern |
| 1837 | 0679      | [ 2 ] |
| 1843 | 0731      | [ 2 ] |
| 1861 | 0764      | [ 2 ] |
| 1885 | 1012      | [ 7 ] |
| 1900 | 1185      | meist katholische Einwohner |
| 1910 | 1301      | am 1. Dezember, davon 262 mit deutscher Muttersprache (217 Evangelische, acht Katholiken, 37 Juden) und 1038 mit polnischer Muttersprache (sämtlich Katholiken) |

## Verkehr
Die Stadt hatte früher einen Bahnhof an der ehemaligen Bahnstrecke Mogilno–Orchowo.

## Persönlichkeiten
- Carl Schneider (1891–1946), Psychiater und Hochschullehrer.